# Separační metody
Separační metody nebo též dělicí metody jsou fyzikálně-chemické metody spočívající v oddělení (separování, izolování) složek směsí. Obvykle spočívají na principu rozdílné distribuce dělených látek mezi různé nemísitelné fáze. Jsou využívány mj. pro kvalitativní i kvantitativní (chemickou i fyzikální) analýzu. Patří sem metody jako: filtrace, srážení, elektrodepozice, krystalizace, sublimace, destilace, dialýza, extrakce, chromatografie (plynová, superkritická fluidní, kapalinová, kolonová, plošná…). Elektromigrační metody – elektroforéza.

## Charakteristika metod
- Selektivita: Schopnost separovat látky na základě určitého parametru (např. různé teploty varu, těkavosti, velikosti molekul)
- Rozsah použitelnosti: určuje jaký typ látky může být danou metodou separován (př. anorganická povaha, organická povaha)
- Frakcionační kapacita: Udává počet složek, na které může být daná látka separována.

Minimální hodnota 2 (krystalizace, extrakce, apod.), 2+ (plynová + kapalinová chromatografie)

### Dělení podle druhů fází
(Podle fázové rovnováhy)
- plyn vs.

1. plyn: tepelná difuze
2. kapalina: chromatografie: plyn – kapalina (GLC), headspace metody
3. pevná látka: chromatografie: plyn – pevná látka (GSC)

- kapalina vs.

1. plyn: destilace
2. kapalina: chromatografie: kapalina – kapalina (LLC), extrakce: kapalina – kapalina (LLE), dialýza, ultrafiltrace
3. pevná látka: chromatografie: kapalina – pevná látka (LSC), srážení, elektrodepozice, krystalizace

- pevná látka vs.

1. plyn: sublimace
2. kapalina: loužení, zónové tavení, usazování

(poznámka ke zkratkám: G-Gas, L-Liquid, S-Solid, C-Chromatography)

### Podle rozdílné rychlosti pohybu složek v silovém poli
- membránová separace: Osmóza, dialýza, elektrodialýza
- separace v silovém poli: elektroforéza, tepelná difuze, hmotnostní spektrometrie

### Dělení podle mechanismu
- mechanický:
  1. podle velikosti: dialýza, filtrace, ultrafiltrace, GPC, GSC
  2. podle hustoty: sedimentace, centrifugace, ultracentrifugace
- chemický:
  1. změna stavu: srážení, elektrodepozice
  2. specifická vazba: afinitní chromatografie
  3. iontová výměna: IEC
- fyzikální
  1. rozdělování: GSC, GLC, LSC, LLC, LLE
  2. změna stavu: destilace, sublimace, krystalizace
  3. migrace: elektroforéza

## Popis metod
- Krystalizace – oddělení složek směsi na základě jejich různé rozpustnosti. Z méně rozpustné látky se tvoří krystaly (může být provedena ochlazením za horka nasyceného roztoku nebo odpařením rozpouštědla), používá se např. při získávání čistého krystalového cukru z cukerné šťávy
- Sedimentace (usazování) – oddělení pevných částic, které jsou rozptýlené v plynu nebo kapalině. Usazují se na základě gravitačních sil (nejdříve částice s větší hustotou), uplatňuje se např. při čištění odpadních vod
- Filtrace – oddělení pevné složky, která se zachytí na filtru od kapalné (plynné) složky, která filtrem protéká jako tzv. filtrát, používá se např. při zachycování nečistot při výrobě pitné vody nebo při čištění vzduchu
- Destilace – oddělení jednotlivých kapalných složek směsi na základě jejich rozdílné teploty varu. Zahříváním se nejdříve uvolňují páry s převládajícím obsahem složky s nejnižší teplotou varu, které se vedou do chladiče, kde se opět zkapalní, získává se tak např. etanol ze směsi vzniklé etanolovým kvašením cukrů
- Sublimace – oddělení složky, která přechází z pevného skupenství přímo do plynného (sublimuje) ze směsi, lze tak získat např. čistý jod
- Extrakce – proces oddělování složek směsi na základě jejich rozdílné rozpustnosti v určitém rozpouštědle, oddělovaná složka se na rozdíl od ostatních složek směsi v rozpouštědle rozpustí a následně se získá odpařením rozpouštědla nebo destilací, můžeme tak získat např. surový olej z olejnatých semen
- Chromatografie – metoda, při níž se dělí složky směsi na základě jejich rozdílných vlastností (např. adsorpce nebo velikosti částic) vzhledem ke dvěma nemísitelným fázím (stacionární – např. pórovitý materiál, a mobilní – např. rozpouštědlo), při pohybu mobilní fáze podél stacionární dochází k oddělování složek, používá se např. při analýze složitých směsí látek
- Elektroforéza – dělicí metoda využívající rozdílnou pohyblivost elektricky nabitých částic různých látek v elektrickém poli, používá se např. v biochemii k dělení bílkovin